# Stołczyn
Stołczyn (do 1945 niem. Stolzenhagen) – część miasta i osiedle administracyjne Szczecina, będące jednostką pomocniczą miasta, położone w dzielnicy Północ. Stołczyn od wschodu ogranicza rzeka Odra, od północy graniczy z osiedlem Skolwin, od południa z osiedlem Gocław, natomiast od zachodu z osiedlem Bukowo.
Według danych z 2021 r. w osiedlu na pobyt stały zameldowanych było 4437 osób.

## Historia
Zabytkiem Stołczyna jest kościół pw. Niepokalanego Serca NMP z XV wieku, przebudowany w XVIII wieku, o czym świadczy napis nad portalem „Anno Domini 1725”.
W czasie II wojny światowej Stołczyn był częścią Wielkiego Miasta Szczecin.

## Samorząd mieszkańców
Rada Osiedla Stołczyn liczy 15 członków. W wyborach do Rady Osiedla Stołczyn 20 maja 2007 roku nie odbyło się głosowanie na kandydatów z powodu ich zbyt małej liczby, mimo że przedłużono zgłaszanie o 3 dni. Na podstawie ordynacji wyborczej za wybranych członków rady osiedla miejska komisja wyborcza uznała 15 zarejestrowanych kandydatów. W wyborach do rady osiedla 13 kwietnia 2003 udział wzięło 274 głosujących, co stanowiło frekwencję 7,05%. W wyborach dnia 22 maja 2011 roku do rady osiedla na 3546 uprawnionych osób głosowało 227 wyborców. Frekwencja wyniosła 6,40%. W wyborach tych do rady wybrani zostali Kuberska-Gruewa Jadwiga, Serafin Zygmunt, Bortacki Roman, Bączkowski Marek, Kępska Wioletta, Adamczak Paweł, Wachoński Bogusław, Ochnio Artur, Stępień Barbara, Sadowski Robert, Lewandowski Jacek, Rębilas Maciej, Kostecka Jadwiga, Grzegorczyk Aleksandra, Burczak Andrzej. W dniu 18 stycznia na skutek rezygnacji z prac w radzie Pawła Adamczaka członkiem rady osiedla został Michał Gierłachowski.
Samorząd osiedla Stołczyn został ustanowiony w 1990 roku.

## Sport
Na Stołczynie ma swoją siedzibę Osiedlowy Klub Sportowy Hutnik Szczecin w ramach którego, poza zespołami piłkarskimi działają sekcje szachowa oraz brydżowa.
W okresie powojennym działały tu jeszcze dwa inne kluby sportowe. Pierwszym był „Chemik” Szczecin, który powstał na początku lat 50. XX wieku, przy Szczecińskich Zakładach Nawozów Fosforowych „Superfosfat”. Na początku było to Koło Sportowe „Unia – Superfosfat”, które należało do Zrzeszenia Sportowego „Unia”. Po reorganizacji struktury sportu w Polsce, w kwietniu 1957 roku przekształcony został w Klub Sportowy „Chemik”, a jego prezesem został Alojzy Tesar. Obok sekcji piłki nożnej, której kierownikiem był Edward Stojak, w klubie działały także sekcje: kajakowa, motorowa i piłki siatkowej. 1 stycznia 1963 r. klub został przekształcony w Ognisko Krzewienia Kultury Fizycznej przy Radzie Zakładowej SZNF „Superfosfat”, a 4 maja 1965 r. oficjalnie wykreślono go z ewidencji stowarzyszeń. W sezonach 1955 i 1956 sekcja piłkarska brała udział w rozgrywkach szczecińskiej B-klasy spadając następnie do C-klasy. W sezonie 1960 po zajęciu 1. miejsca w C klasie piłkarze ponownie uzyskali awans do B klasy, z której jednak spadli po kolejnym sezonie za brak wymaganej drużyny juniorów.
Drugi nieistniejący już dziś klub to „Budowlani”, który funkcjonował przy Cementowni „Przemko”. Ta drużyna piłkarska brała udział w rozgrywkach C-klasy w sezonie 1955 r.

## Zdjęcia

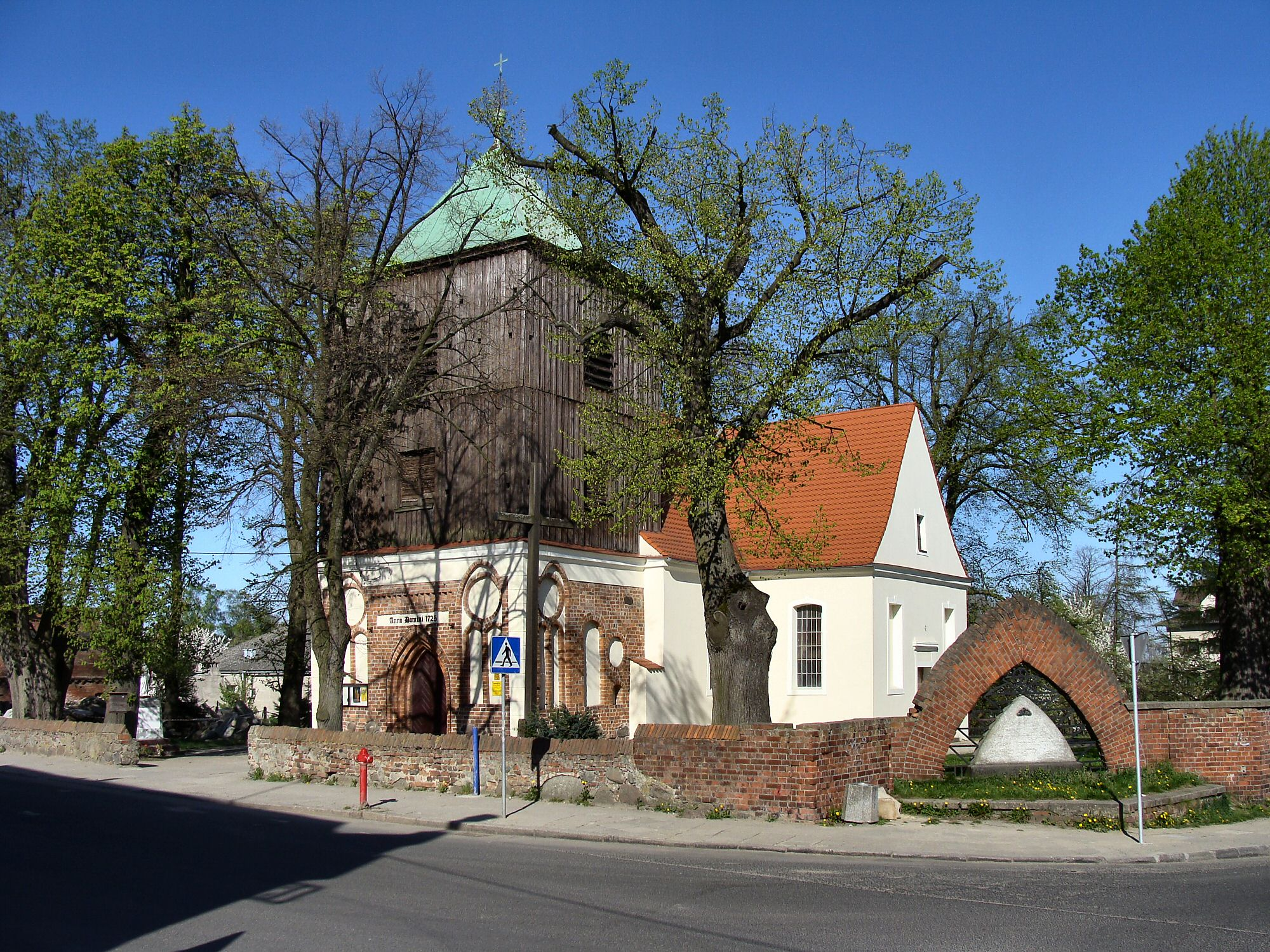
Kościół Niepokalanego Serca NMP
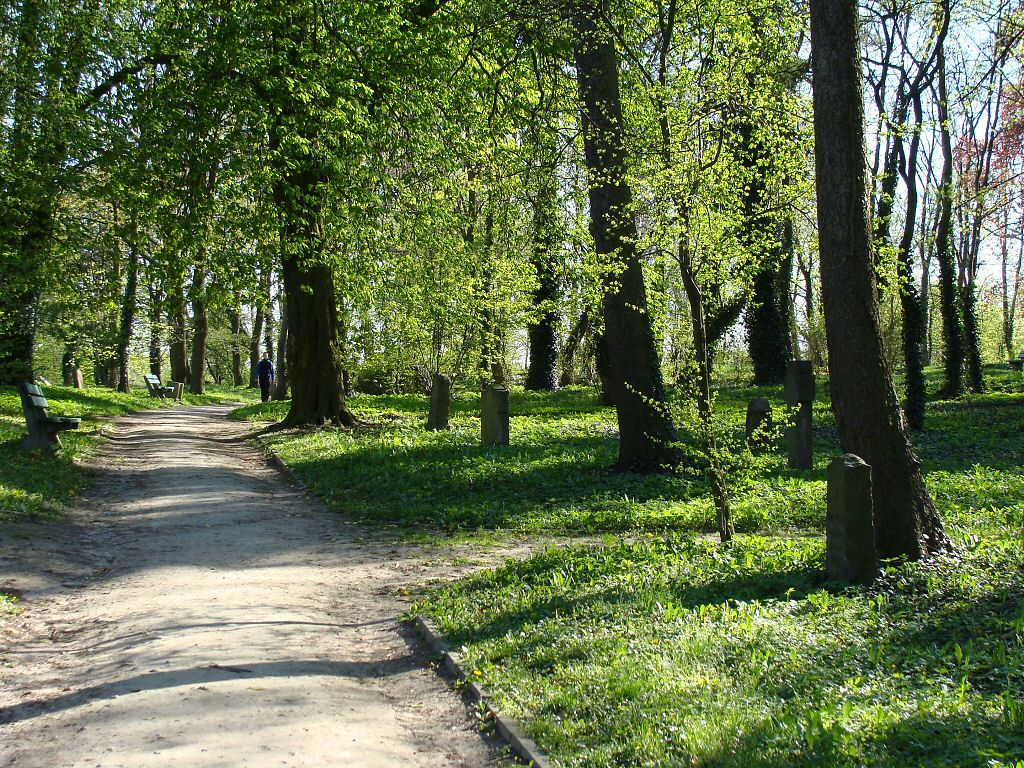
Lapidarium przy ul. Nehringa
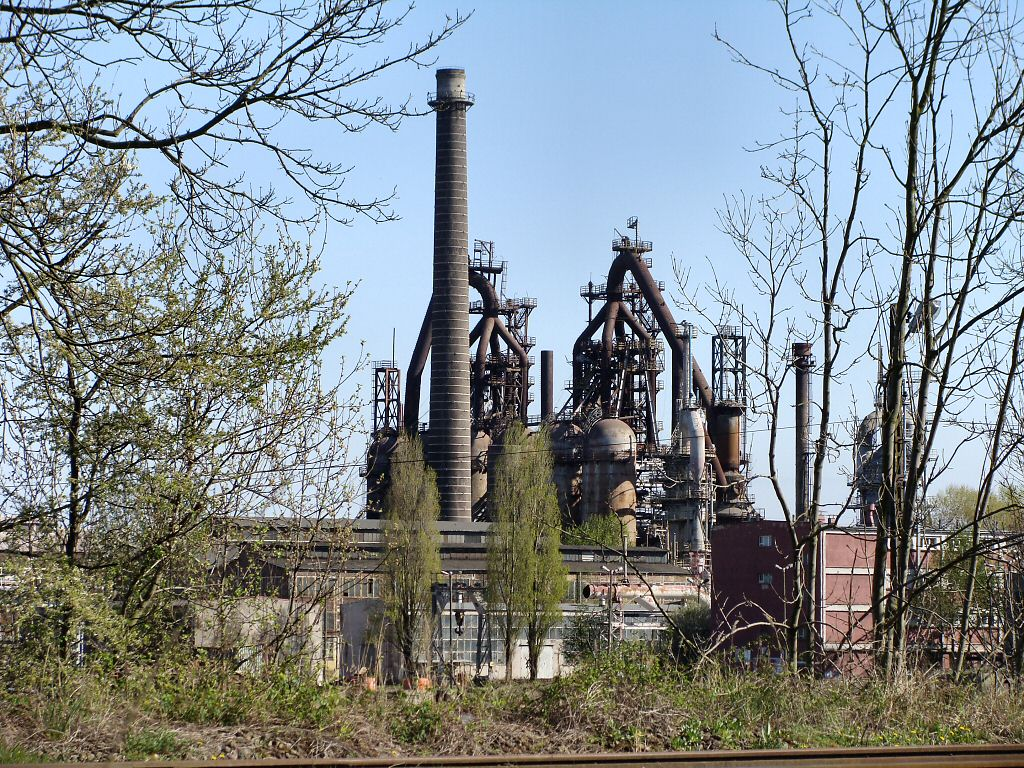
Huta Szczecin